# Cerastium racemosum
Cerastium racemosum är en nejlikväxtart som beskrevs av Friedrich Gottlieb Bartling. Cerastium racemosum ingår i släktet arvar, och familjen nejlikväxter. Inga underarter finns listade i Catalogue of Life.